# آرثر هولت (سياسي)
آرثر هولت (بالإنجليزية: Arthur Holt)‏ هو سياسي بريطاني (وحمل سابقاً جنسية المملكة المتحدة لبريطانيا العظمى وأيرلندا)، ولد في 8 أغسطس 1914، وتوفي في 23 أغسطس 1995. حزبياً، نشط في الحزب الليبرالي. في الانتخابات العامة في المملكة المتحدة 1951 ‏، انتخب عضو برلمان المملكة المتحدة الـ40 عن دائرة بولتون الغربية (25 أكتوبر 1951 – 6 مايو 1955) وفي الانتخابات العامة في المملكة المتحدة 1955 ‏، انتخب عضو البرلمان الحادي والأربعين للمملكة المتحدة ‏ عن دائرة بولتون الغربية (26 مايو 1955 – 18 سبتمبر 1959) وفي الانتخابات العامة في المملكة المتحدة 1959 ‏، انتخب عضو البرلمان الثاني والأربعون للمملكة المتحدة ‏ عن دائرة بولتون الغربية (8 أكتوبر 1959 – 25 سبتمبر 1964).